# Bookseller/Diagram Prize for Oddest Title of the Year
Bookseller/Diagram Prize for Oddest Title of the Year (Bookseller og Diagram Groups pris for årets mærkeligste bogtitel) er en humoristisk litteraturpris, der er uddelt årligt siden 1978. Prisuddelingen organiseres af det engelske Bookseller Magazine og er opkaldt efter firmaet Diagram Group fra London.
Uddelingen begyndte som en spøg i forbindelse med Frankfurt-bogmessen i 1978, men blev straks gjort til en fast tradition af Bookseller Magazine, der indtil 2000 brugte et indbudt panel til at finde årets vinder, men herefter blev det bladets læsere, der stemmer på forslagene og dermed er ansvarlige for at finde vinderen.
I 2008 udpegede man den mest mærkelige titel i prisens 30-årige historie, og valget til denne specialpris kaldet "Diagram of Diagrams" faldt på Greek Rural Postmen and Their Cancellation Numbers redigeret af Derek Willan, der vandt den årlige pris i 1996.

## Vindere af prisen
| År   | Titel | Forfatter/redaktør                               | Forlag                              | Noter |
| ---- | --- | ------------------------------------------------ | ----------------------------------- | --- |
| 1978 | Proceedings of the Second International Workshop on Nude Mice                                                              | Flere forskellige                                | University of Tokyo Press           | Studier af brugen af pelsløse laboratoriemus.                                                                                                  |
| 1979 | The Madam as Entrepreneur: Career Management in House Prostitution                                                         | Barbara Sherman Heyl                             | Transaction Press                   | Om at arbejde inden for prostitution. |
| 1980 | The Joy of Chickens | Dennis Nolan                                     | Prentice Hall                       | Om hønseracer. |
| 1981 | Last Chance at Love – Terminal Romances                                                                                    | Flere forskellige                                | Pinnacle Press                      | |
| 1982 | Population and Other Problems: Family Planning, Housing 1,000 million, Labour Employment                                   | Various authors                                  | China National Publications         | Om Folkerepublikken Kinas demografi. |
| 1983 | The Theory of Lengthwise Rolling                                                                                           | A. I. Tselikov, G. S. Nikitin and S. E. Rokotyan | Mir Publishers                      | Om valsning som teknik inden for metalarbejde.                                                                                                 |
| 1984 | The Book of Marmalade: Its Antecedents, Its History, and Its Role in the World Today                                       | Anne Wilson                                      | Constable                           | Om marmeladens historie. |
| 1985 | Natural Bust Enlargement with Total Power: How to Increase the other 90% of Your Mind to Increase the Size of Your Breasts | Donald L. Wilson                                 | Westwood Publishing Company         | Om brystforstørrelse gennem positiv tænkning.                                                                                                  |
| 1986 | Oral Sadism and the Vegetarian Personality                                                                                 | Glenn C. Ellenbogen                              | Brunner/Mazel                       | Humoristiske og parodiske artikler om psykiatri.                                                                                               |
| 1987 | (ingen uddeling) |                                                  |                                     | |
| 1988 | Versailles: The View From Sweden                                                                                           | Elaine Dee and Guy Walton                        | University of Chicago Press         | Katalog til en udstilling på Cooper-Hewitt Museum om indflydelsen af fransk barok and klassicisme på design i samtidens Sverige.               |
| 1989 | How to Shit in the Woods: An Environmentally Sound Approach to a Lost Art                                                  | Kathleen Meyer                                   | Ten Speed Press                     | Om ansvarlig behandling af ens kropslige affaldsstoffer i vildmarksområder.                                                                    |
| 1990 | Lesbian Sadomasochism Safety Manual                                                                                        | Pat Califia                                      | Lace Publications                   | En vejledning om BDSM og sikker sex. |
| 1991 | (ingen uddeling) |                                                  |                                     | |
| 1992 | How to Avoid Huge Ships | John W. Trimmer                                  | Cornwell Maritime Press             | Råd til fritidsbådssejlere om farerne ved sejlrender.                                                                                          |
| 1993 | American Bottom Archaeology                                                                                                | Charles J. Bareis and James W. Porter            | University of Illinois Press        | Fuld titel: American Bottom Archaeology: A Summary of the FAI-270 Project Contribution to the Culture History of the Mississippi River Valley. |
| 1994 | Highlights in the History of Concrete                                                                                      | C. C. Stanley                                    | British Cement Association          | Om betonens historie. |
| 1995 | Reusing Old Graves: A Report on Popular British Attitudes                                                                  | Douglas Davies and Alastair Shaw                 | Shaw & Son                          | Om genbrug af gamle gravsteder. |
| 1996 | Greek Rural Postmen and Their Cancellation Numbers                                                                         | Derek Willan                                     | Hellenic Philatelic Society         | Stempelnumre i det græske postvæsen. |
| 1997 | The Joy of Sex: Pocket Edition                                                                                             | Alex Comfort                                     | Mitchell Beazley                    | Paperback-udgave af The Joy of Sex. |
| 1998 | Developments in Dairy Cow Breeding: New Opportunities to Widen the Use of Straw                                            | Gareth Williams                                  | Nuffield Farming Scholarship Trust  | |
| 1999 | Weeds in a Changing World: British Crop Protection Council Symposium Proceedings No. 64                                    | Charles H. Stirton                               | British Crop Protection Council     | |
| 2000 | High Performance Stiffened Structures                                                                                      | IMechE (Institution of Mechanical Engineers)     | Professional Engineering Publishing | Om stivhed inden for ingeniørvidenskab. |
| 2001 | Butterworths Corporate Manslaughter Service                                                                                | Gerard Forlin                                    | Butterworths                        | Om firmaers ansvar for drab. |
| 2002 | Living with Crazy Buttocks                                                                                                 | Kaz Cooke                                        | Penguin US/Australia                | Humoristiske beskrivelser om samtidens kultur, herunder om kvinders syn på deres kroppe og andre emner.                                        |
| 2003 | The Big Book of Lesbian Horse Stories                                                                                      | Alisa Surkis and Monica Nolan                    | Kensington Publishing               | Otte fortællinger udformet som parodi på stilen fra kulørte blade gennem forskellige tider, alle indeholdende lesbiske forhold og heste.       |
| 2004 | Bombproof Your Horse | Rick Pelicano and Lauren Tjaden                  | J A Allen                           | Fuld titel: Bombproof Your Horse: Teach Your Horse to Be Confident, Obedient, and Safe, No Matter What You Encounter.                          |
| 2005 | People Who Don't Know They're Dead: How They Attach Themselves to Unsuspecting Bystanders and What to Do About It          | Gary Leon Hill                                   | Red Wheel/Weiser Books              | Om ånder, der tager bolig i kroppe, som de ikke tilhører.                                                                                      |
| 2006 | The Stray Shopping Carts of Eastern North America: A Guide to Field Identification                                         | Julian Montague                                  | Harry N. Abrams                     | Om hvordan man identificerer bortkomne indkøbsvogne.                                                                                           |
| 2007 | If You Want Closure in Your Relationship, Start with Your Legs                                                             | "Big Boom"                                       | Simon & Schuster US                 | En selvhjælpsbog skrevet af en man til glæde for kvinder.                                                                                      |
| 2008 | The 2009-2014 World Outlook for 60-milligram Containers of Fromage Frais                                                   | Philip M. Parker                                 | Icon Group International            | Computer-dannede kombinationer af faste tekster og offentligt tilgængelige data.                                                               |